# Saint-Blancard
Saint-Blancard korábbi község Franciaországban, Gers megyében. Lakosainak száma 281 fő (2022. január 1.). Saint-Blancard Aussos, Péguilhan, Nénigan, Cabas-Loumassès, Lalanne-Arqué, Manent-Montané és Sarcos községekkel határos.
2025. január 1-jén három másik korábbi községgel egyesült és az így létrejött Cap d’Astarac új község része lett.

## Népesség
A település népessége az elmúlt években az alábbi módon változott:
| Lakosok száma | 255  | 229  | 205  | 323  | 342  | 340  | 341  | 335  | 332  | 281  |
|               | 1968 | 1982 | 1990 | 2006 | 2013 | 2015 | 2017 | 2019 | 2020 | 2022 |